# Monument des droits de l'homme
Le monument des Droits de l'homme et du citoyen se situe à Paris, dans les jardins du Champ-de-Mars, avenue Charles-Risler. 
Commandé par la ville de Paris dont Jacques Chirac était maire, il est installé en 1989 à l'occasion du bicentenaire de la Révolution. Il est l'œuvre de l'architecte Michel Jantzen et du sculpteur Ivan Theimer.
Inspiré des mastabas égyptiens, il comporte de nombreuses références à l'iconographie révolutionnaire. 

## Description
Le monument est constitué de plusieurs éléments : 
- un édifice en pierre de taille sur plan carré, ouvert sur un espace intérieur de plan octogonal, éclairé par le sommet et dont les façades extérieures sont ornées de textes gravés, de divers reliefs et de douze pierres avec les sceaux en bronze des pays de la communauté européenne de 1989 ;
- deux obélisques, l'un à base triangulaire, l'autre à base carrée en bronze couverts d'une profusion de symboles et de textes contenant de fins détails et reliefs, dont la déclaration des droits de l'homme de 1789 ;
- la statue d'un homme portant une toge et dans ses mains plusieurs documents ;
- la statue d'un homme invitant les gens à lire les textes gravés sur les obélisques ;
- la statue d'une femme avec son enfant qui porte un chapeau fait de journaux (chronologie des événements de 1989).

Sur la façade sud-ouest (côté Champ de Mars) se trouvent : 
- un triangle, symbole utilisé fréquemment dans la franc-maçonnerie qui rappelle l'élévation de la pensée humaine ;
- un texte gravé dans la pierre commémorant le bicentenaire de la Déclaration des droits de l'homme et du citoyen de 1789 ;
- un cadran solaire.

Sur la face nord-est, rue de Belgrade 
- une porte en bronze encadrée de deux colonnes : sur la porte on retrouve de nombreux reliefs et des documents historiques du temps de la révolution ;
- un oculus situé au dessus de la porte représentant un ouroboros.

Sur les deux autres façades sont insérées des pierres provenant chacune d'un des pays de la communauté européenne de l'époque avec le nom des capitales gravées et leur sceau en bronze : 
- sur la face nord-ouest : lisboa - madrid - paris - bruss/xelles - london - dublin ;
- sur la face sud-ouest : αθήνα - roma - luxembourg - bonn - amsterdam - kobenhavn.

L'ensemble de la structure est placé sur un podium de deux marches. Aux coins se trouvent des pots à feu en bronze.

## Galerie d'images

Vue d'ensemble.
Façade arrière.
Porte entrouverte.
Vue intérieure.
Oculus.
Façade sud-est.
Façade sud-ouest.